# فرودگاه محلی سوترن ویسکانسین
فرودگاه محلی سوترن ویسکانسین (به انگلیسی: Southern Wisconsin Regional Airport) یک فرودگاه همگانی بهره‌برداری هوایی با کد یاتا JVL است که یک باند فرود آسفالت دارد و طول باند آن ۲۰۴۲ متر است. این فرودگاه در کشور ایالات متحده آمریکا قرار دارد و در ارتفاع ۲۴۶ متری از سطح دریا واقع شده است.